# Попович, Вуядин
Вуядин Попович (серб. Вујадин Поповић / Vujadin Popović, родился 14 марта 1957 года в Поповичах) — военачальник, подполковник Войска Республики Сербской и глава отдела безопасности Дринского корпуса.

## Биография
Участвовал в Боснийской войне как член командования Дринского корпуса. В зоне ответственности Поповича и корпуса находились Сребреница, Поточари, Братунац и Зворник. По заявлению Международного трибунала по бывшей Югославии, с июля по ноябрь 1995 года Попович был причастен к массовым убийствам и депортациям бошняков и славян-мусульман.
26 марта 2002 года МТБЮ обвинил Поповича в массовых убийствах в Сребренице. Подполковник сдался добровольно и прибыл в Гаагу 14 апреля 2005 года, спустя 4 дня на судебном заседании он заявил о своей невиновности. 10 июня 2010 года Палата МТБЮ вынесла свой вердикт и признала следующие факты:
- Попович 12 июля 1995 года находился в селе Дони-Поточари с войсками боснийских сербов, причём в селе было собрано в тот день всё мусульманское население.
- Попович был причастен к массовым убийствам в районе Зворника.
- Попович возглавлял вооружённый отряд, виновный в массовых убийствах мусульманских мужчин в Сребренице, и сам лично участвовал в убийствах.

Попович, признанный виновным в массовых убийствах, геноциде и преследовании, был приговорён к пожизненному лишению свободы. 8 сентября 2010 года защита подала апелляцию, но 30 января 2015 года суд оставил приговор без изменений.